# برنارد کاسونی
برنارد کاسونی (به فرانسوی: Bernard Casoni) بازیکن فوتبال و مدافع اهل فرانسه است که از سال ۱۹۸۸ تا ۱۹۹۲ میلادی عضو تیم ملی فوتبال فرانسه بوده‌است. وی در ۳۰ بازی ملی حضور داشته‌است و در بازی‌های ملی‌اش گلی به ثمر نرساند.